# Mystary EP
Mystary EP  — третій мініальбом гурту Evanescence, що вийшов в США 14 січня 2003 року. Альбом продавався за $5 на акустичному концерті Джуаніти. Починаючи з цього мініальбому, лейблом гурту стала студія «Wind-Up». Мініальбом Mystary EP вважається пре-релізом першого студійного альбому Evanescence — Fallen, оскільки містить в собі пісні, що створювались спеціально для студійного альбому.

## Трек-ліст
| #  | Назва              | Автор            | Тривалість |
| -- | ------------------ | ---------------- | ---------- |
| 1. | «My Last Breath»   | Емі Лі, Бен Муді | 4:07       |
| 2. | «My Immortal»      | Емі Лі, Бен Муді | 4:39       |
| 3. | «Farther Away»     | Емі Лі, Бен Муді | 4:00       |
| 4. | «Everybody's Fool» | Емі Лі, Бен Муді | 3:15       |
| 5. | «Imaginary»        | Емі Лі, Бен Муді | 4:17       |

## Склад виконавців
- Емі Лі — вокал, піаніно, синтезатор
- Бен Муді — гітара, барабан, бас-гітара